# Ayomide Folorunso
Ayomide Folorunso (ur. 17 października 1996 w Abeokucie) – włoska lekkoatletka nigeryjskiego pochodzenia specjalizująca się w biegach sprinterskich i płotkarskich.
W 2014 była siódma w biegu na 400 metrów przez płotki podczas mistrzostw świata juniorów w Eugene. Wicemistrzyni Europy juniorek z Eskilstuny w sztafecie 4 × 400 metrów i brązowa medalistka tejże imprezy w biegu na 400 metrów przez płotki (2015). Czwarta zawodniczka mistrzostw Europy oraz półfinalistka igrzysk olimpijskich z 2016 roku. W 2017 Folorunso wraz z koleżankami zajęła czwarte miejsce w sztafecie 4 × 400 metrów podczas rozgrywanych w Belgradzie halowych mistrzostw Europy. W tym samym roku zdobyła złoto podczas młodzieżowego czempionatu Europy w Bydgoszczy.
Złota medalistka mistrzostw Włoch oraz reprezentantka kraju w meczach międzypaństwowych oraz drużynowych mistrzostwach Europy.
Rekord życiowy w biegu na 400 metrów przez płotki: 53,89 (22 sierpnia 2023, Budapeszt) rekord Włoch.

## Osiągnięcia
| Rok  | Impreza                                 | Miejsce        | Konkurencja                | Lokata     | Wynik   |
| ---- | --------------------------------------- | -------------- | -------------------------- | ---------- | ------- |
| 2014 | Mistrzostwa świata juniorów             | Eugene         | bieg na 400 m przez płotki | 7. miejsce | 58,34   |
| 2015 | Mistrzostwa Europy juniorów             | Eskilstuna     | bieg na 400 m przez płotki | 3. miejsce | 58,44   |
| 2015 | Mistrzostwa Europy juniorów             | Eskilstuna     | sztafeta 4 × 400 m         | 2. miejsce | 3:37,45 |
| 2016 | Mistrzostwa świata                      | Pekin          | sztafeta 4 × 400 m         | eliminacje | 3:27,07 |
| 2016 | Mistrzostwa Europy                      | Amsterdam      | bieg na 400 m przez płotki | 4. miejsce | 55,50   |
| 2016 | Igrzyska olimpijskie                    | Rio de Janeiro | bieg na 400 m przez płotki | półfinał   | 56,37   |
| 2016 | Igrzyska olimpijskie                    | Rio de Janeiro | sztafeta 4 × 400 m         | 6. miejsce | 3:27,05 |
| 2017 | Halowe mistrzostwa Europy               | Belgrad        | sztafeta 4 × 400 m         | 4. miejsce | 3:32,87 |
| 2017 | Młodzieżowe mistrzostwa Europy          | Bydgoszcz      | bieg na 400 m przez płotki | 1. miejsce | 55,82   |
| 2017 | Młodzieżowe mistrzostwa Europy          | Bydgoszcz      | sztafeta 4 × 400 m         | 5. miejsce | 3:33,31 |
| 2017 | Mistrzostwa świata                      | Londyn         | bieg na 400 m przez płotki | półfinał   | 56,47   |
| 2017 | Mistrzostwa świata                      | Londyn         | sztafeta 4 × 400 m         | eliminacje | 3:27,81 |
| 2017 | Uniwersjada                             | Tajpej         | bieg na 400 m przez płotki | 1. miejsce | 55,63   |
| 2017 | Uniwersjada                             | Tajpej         | sztafeta 4 × 400 m         | –          | DNF     |
| 2018 | Halowe mistrzostwa świata               | Birmingham     | bieg na 400 m              | eliminacje | 53,24   |
| 2018 | Halowe mistrzostwa świata               | Birmingham     | sztafeta 4 × 400 m         | 5. miejsce | 3:31,55 |
| 2018 | Igrzyska śródziemnomorskie              | Tarragona      | bieg na 400 m przez płotki | 2. miejsce | 55,44   |
| 2018 | Igrzyska śródziemnomorskie              | Tarragona      | sztafeta 4 × 400 m         | 1. miejsce | 3:28,08 |
| 2018 | Mistrzostwa Europy                      | Berlin         | bieg na 400 m przez płotki | półfinał   | 55,69   |
| 2018 | Mistrzostwa Europy                      | Berlin         | sztafeta 4 × 400 m         | 5. miejsce | 3:28,62 |
| 2019 | Halowe mistrzostwa Europy               | Glasgow        | bieg na 400 m              | półfinał   | 57,96   |
| 2019 | Halowe mistrzostwa Europy               | Glasgow        | sztafeta 4 × 400 m         | 3. miejsce | 3:31,90 |
| 2019 | IAAF World Relays                       | Jokohama       | sztafeta 4 × 400 m         | 3. miejsce | 3:27,74 |
| 2019 | Uniwersjada                             | Neapol         | bieg na 400 m przez płotki | 1. miejsce | 54,75   |
| 2019 | Superliga drużynowych mistrzostw Europy | Bydgoszcz      | bieg na 400 m przez płotki | 4. miejsce | 56,34   |
| 2019 | Superliga drużynowych mistrzostw Europy | Bydgoszcz      | sztafeta 4 × 400 m         | 4. miejsce | 3:27,32 |
| 2019 | Mecz Europa – USA                       | Mińsk          | bieg na 400 m przez płotki | 5. miejsce | 56,80   |
| 2019 | Mistrzostwa świata                      | Doha           | bieg na 400 m przez płotki | półfinał   | 55,36   |
| 2019 | Mistrzostwa świata                      | Doha           | sztafeta 4 × 400 m         | eliminacje | 3:30,63 |
| 2021 | World Athletics Relays                  | Chorzów        | sztafeta 4 × 400 m         | 5. miejsce | 3:32,69 |
| 2022 | Mistrzostwa świata                      | Eugene         | sztafeta mieszana          | 7. miejsce | 3:16,45 |
| 2022 | Mistrzostwa świata                      | Eugene         | bieg na 400 m przez płotki | półfinał   | 54,34   |
| 2022 | Mistrzostwa świata                      | Eugene         | sztafeta 4 × 400 m         | 7. miejsce | 3:26,45 |
| 2022 | Mistrzostwa Europy                      | Monachium      | bieg na 400 m przez płotki | 7. miejsce | 55,91   |
| 2023 | Halowe mistrzostwa Europy               | Stambuł        | sztafeta 4 × 400 m         | 2. miejsce | 3:28,61 |
| 2023 | I dywizja drużynowych mistrzostw Europy | Chorzów        | bieg na 400 m przez płotki | 2. miejsce | 54,79   |
| 2023 | Mistrzostwa świata                      | Budapeszt      | bieg na 400 m przez płotki | półfinał   | 55,43   |
| 2024 | Halowe mistrzostwa świata               | Glasgow        | bieg na 400 m              | eliminacje | 53,15   |
| 2024 | World Athletics Relays                  | Nassau         | sztafeta 4 × 400 m         | 6. miejsce | 3:27,51 |
| 2024 | Mistrzostwa Europy                      | Rzym           | bieg na 400 m przez płotki | 5. miejsce | 55,20   |
| 2024 | Igrzyska olimpijskie                    | Paryż          | bieg na 400 m przez płotki | półfinał   | 54,92   |
| 2025 | I dywizja drużynowych mistrzostw Europy | Madryt         | bieg na 400 m przez płotki | 2. miejsce | 54,88   |